# USS LST-246
O USS LST-246 foi um navio de guerra norte-americano da classe LST que operou durante a Segunda Guerra Mundial.